# Bouillonville

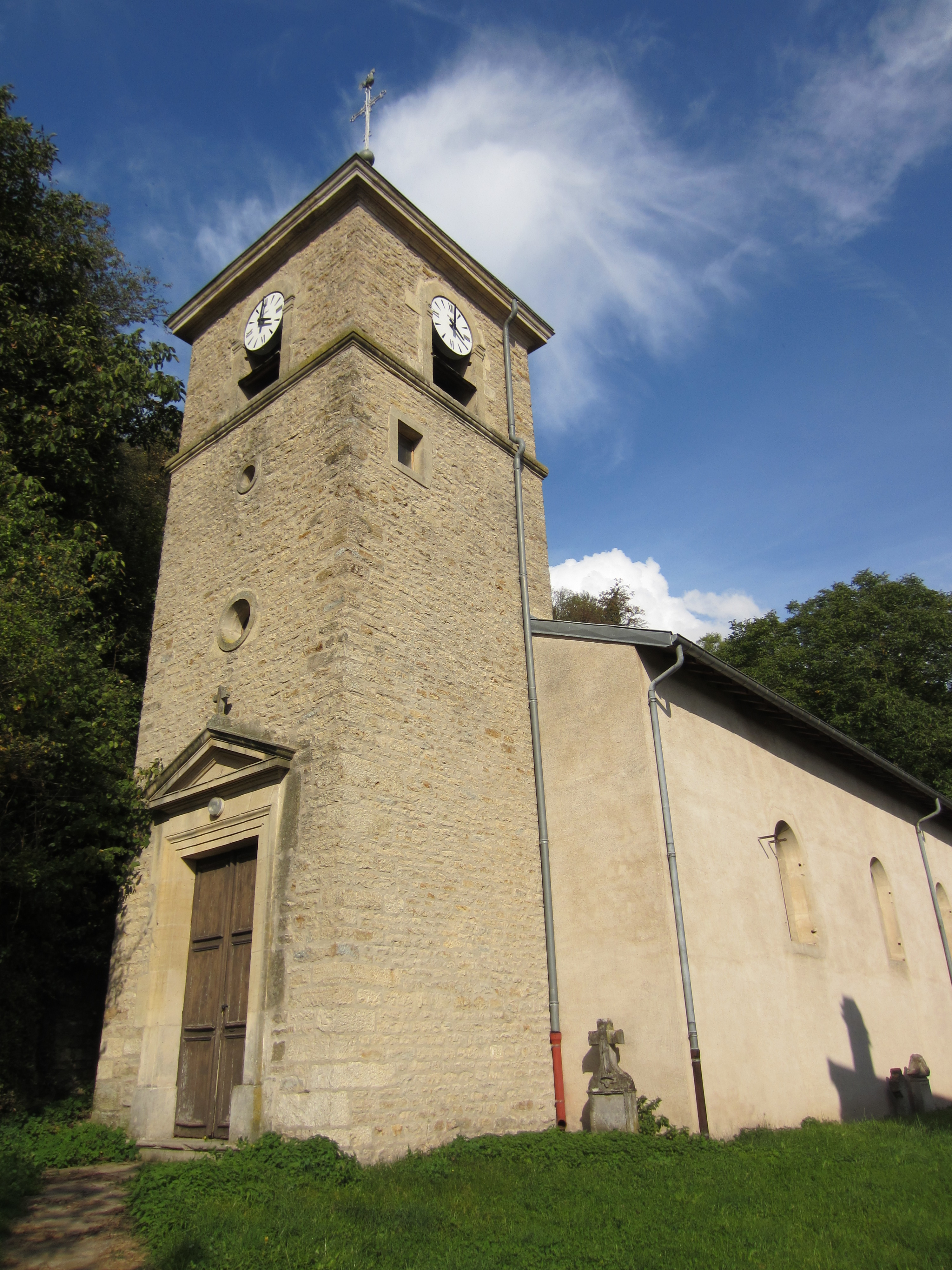
Kościół św. Denisa (2011)

Bouillonville – miejscowość i gmina we Francji, w regionie Grand Est, w departamencie Meurthe i Mozela.
Według danych na rok 1990 gminę zamieszkiwało 80 osób, a gęstość zaludnienia wynosiła 15 osób/km² (wśród 2335 gmin Lotaryngii Bouillonville plasuje się na 965. miejscu pod względem liczby ludności, natomiast pod względem powierzchni na miejscu 981.).

## Populacja

Populacja Bouillonville w latach 1962–2008